# AMC Concord
AMC Concord – samochód osobowy klasy średniej produkowany pod amerykańską marką AMC w latach 1977–1983.

## Historia i opis modelu

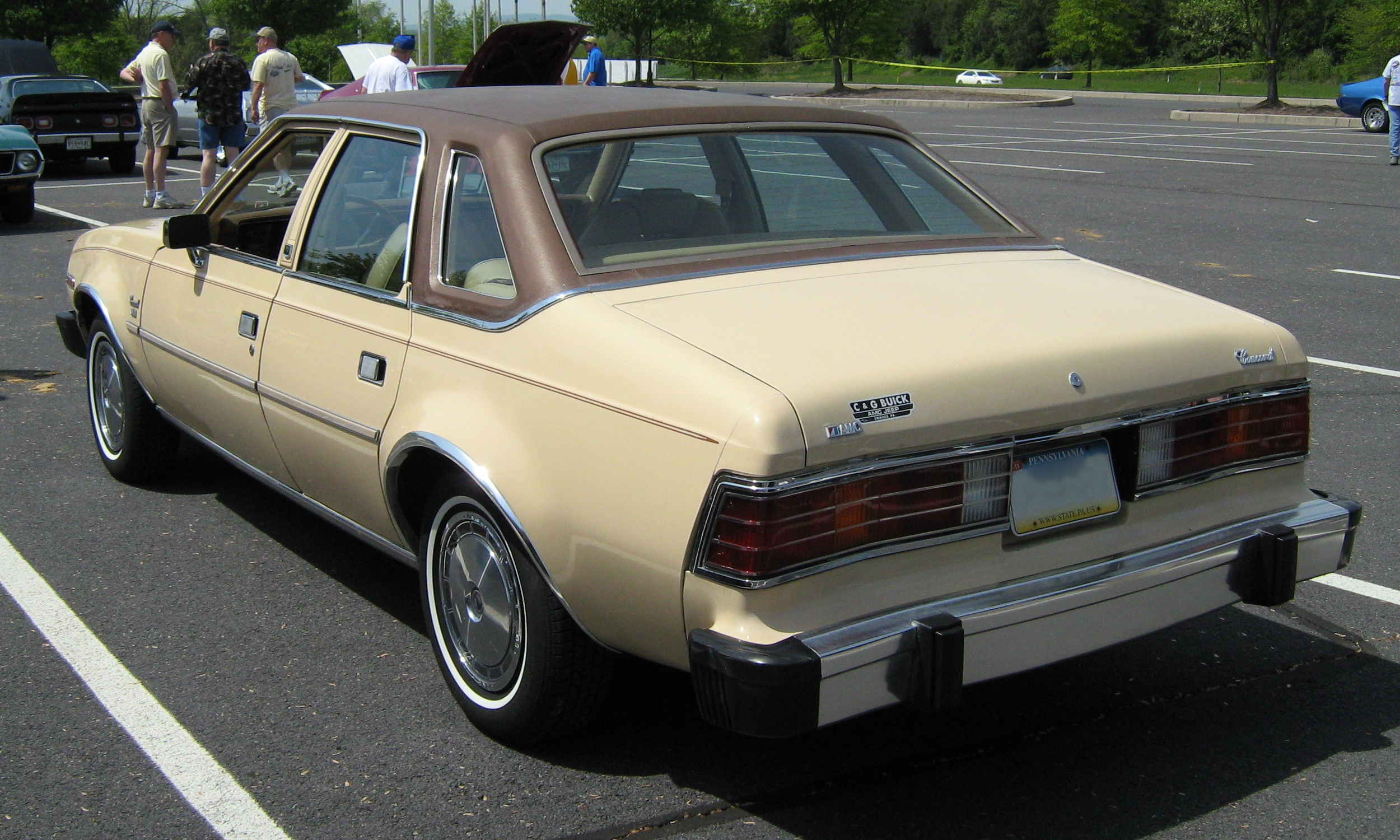
AMC Concord - tył

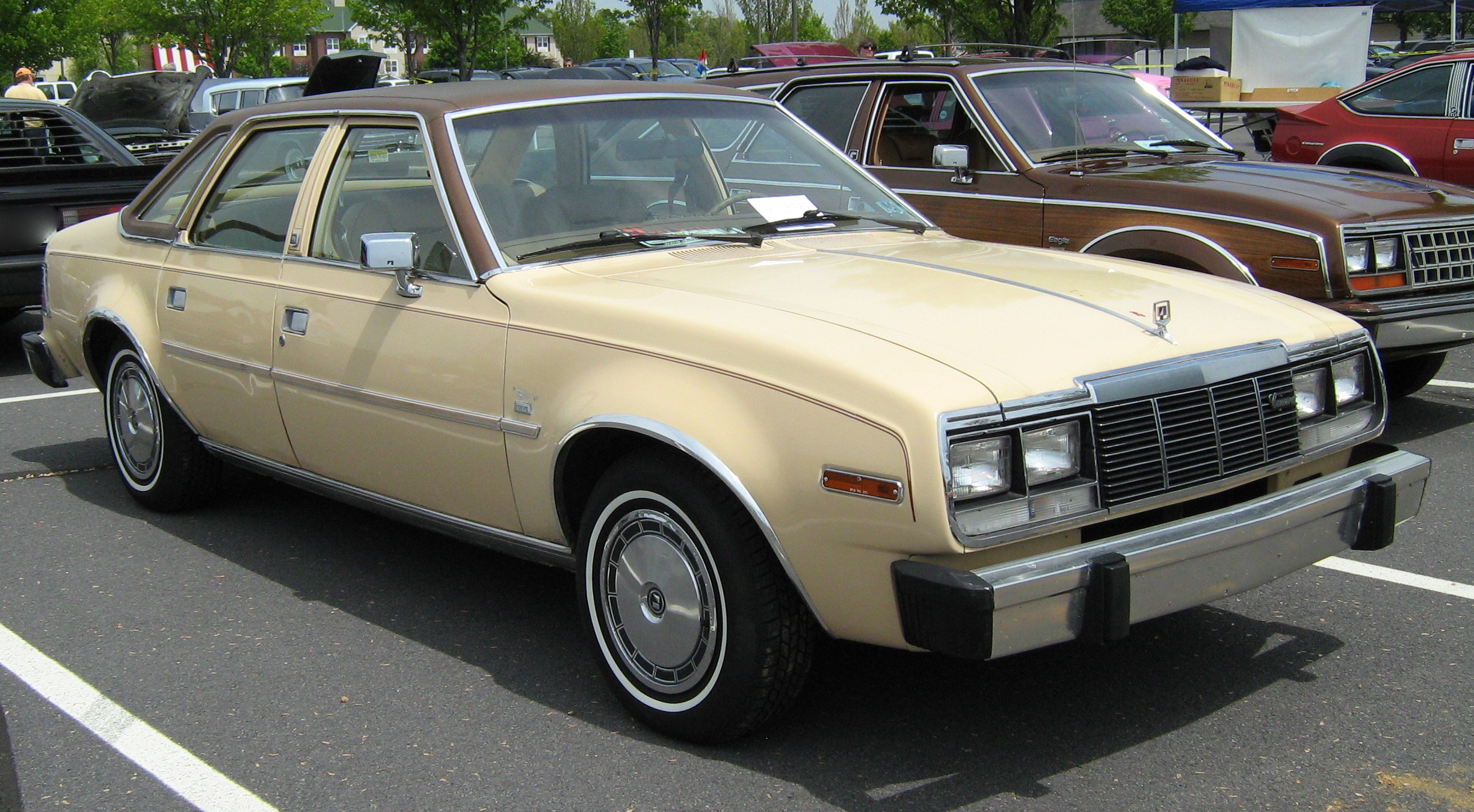
AMC Concord po liftingu

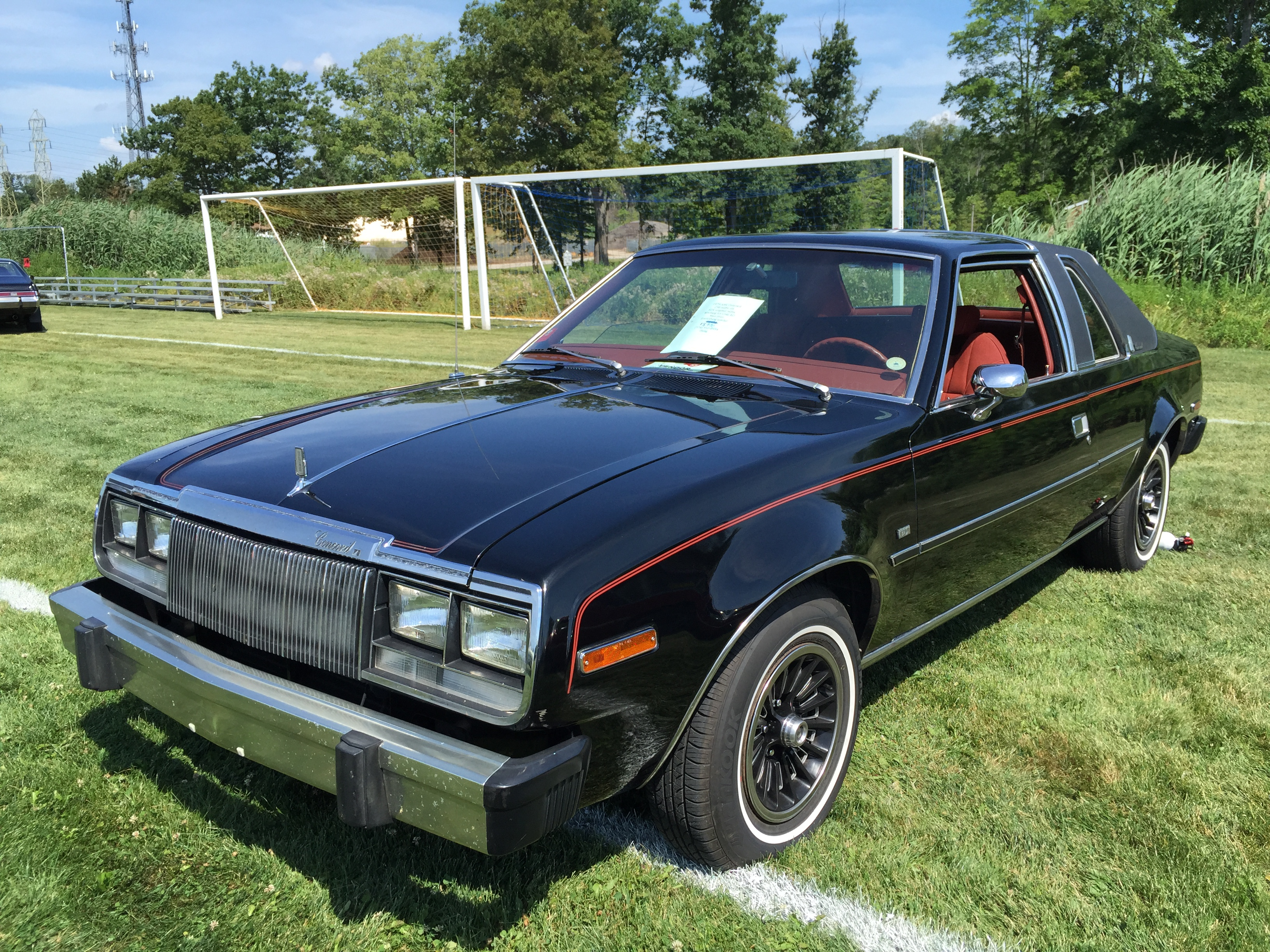
AMC Concord Coupe

Model Concord poszerzył ofertę AMC jako nowy model oparty na platformie Junior Cars koncernu, na której oparto także pokrewne konstrukcje Eagle i Spirit.
W dotychczasowej ofercie, AMC Concord zastąpił linię modelową Hornet. Samochód zyskał obszerną ofertę nadwoziową, będąc dostępnym jako: 3-drzwiowy fastback, 4-drzwiowy sedan, 5-drzwiowe kombi, a także 2-drzwiowe coupé i 2-drzwiowy kabriolet.

### Lifting
W 1978 roku AMC przeprowadziło gruntowną modernizację swojej oferty, która objęła także model Concord. Pojawił się inny przód z bardziej kanciastymi, prostokątnymi reflektorami, a także większa atrapa chłodnicy.
W 1983 roku produkcję modelu zakończono, a jego następcą zostało przednionapędowe Renault 18 w wersji amerykańskiej.

### Silniki
- L4 2.0l
- L4 2.5l
- L6 3.8l
- L6 4.2l
- L6 4.6l
- V8 5.0l

### Dane techniczne (R6 4.2)
- R6 4,2 l (4228 cm³), 2 zawory na cylinder, OHV
- Układ zasilania: gaźnik
- Średnica cylindra × skok tłoka: 95,20 mm × 99,00 mm
- Stopień sprężania: 8,3:1
- Moc maksymalna: 110 KM (81 kW) przy 3000 obr./min
- Maksymalny moment obrotowy: 271 N•m przy 1800 obr./min